# Perlak Asan
Perlak Asan is een bestuurslaag in het regentschap Pidie van de provincie Atjeh, Indonesië. Perlak Asan telt 476 inwoners (volkstelling 2010).